# Not a Second Time
«Not a Second Time» (с англ. — «Не во второй раз») — песня Джона Леннона (авторство приписано Леннону и Маккартни), записанная группой «Битлз» для их второго студийного альбома With the Beatles. По словам Леннона, сочиняя эту песню он «пытался написать что-то в духе Смоки Робинсона».

## История песни
Песня была записана 11 сентября 1963 года на студии «Эбби Роуд» (после песни All I’ve Got To Do и перед песней Don’t Bother Me). В общей сложности было записано девять дублей (пять полных и четыре добавочных). Вместо обычной для песен того времени партии соло-гитары проигрыши исполняются на фортепиано (в исполнении Джорджа Мартина).
В записи участвовали:
- Джон Леннон — дважды записанный и сведённый вокал, акустическая гитара
- Пол Маккартни — бас-гитара
- Джордж Харрисон — акустическая гитара
- Ринго Старр — ударные
- Джордж Мартин — фортепиано

По другим данным, Джордж Харрисон в записи этой песни не участвовал.
В связи с этой песней музыкальный критик Уильям Мэнн опубликовал в лондонской The Times статью, в которой он упомянул «эолийские каденции» в вокале Леннона в конце песни, заметив, что та же самая последовательность аккордов имеется в конце последней части «Das Lied von der Erde» Густава Малера. Годами позже в отношении эолийских каденций Леннон отметил: «Я до сих пор не представляю, что это такое» (при этом он ошибочно отнёс это утверждение к песне «It Won’t Be Long»).

## Кавер-версии
Известны следующие кавер-версии этой песни:
- Американский исполнитель Роберт Стивен Мур (Robert Steven Moore) записал свою версию песни для альбома The North.
- Роберт Палмер записал свою версию песни для альбома Clues.
- Группа The Pretenders выпустила кавер-версию данной песни в виде сингла.
- Группа The Smithereens записала кавер-версию для своего альбома Meet The Smithereens!.